# Lagos (microregio)
Lagos is een van de 18 microregio's van de Braziliaanse deelstaat Rio de Janeiro. Zij ligt in de mesoregio Baixadas Litorâneas en grenst aan de microregio's Bacia de São João, Macacu-Caceribu en Rio de Janeiro. De microregio heeft een oppervlakte van ca. 2.004 km². In 2009 werd het inwoneraantal geschat op 528.445.
Zeven gemeenten behoren tot deze microregio:

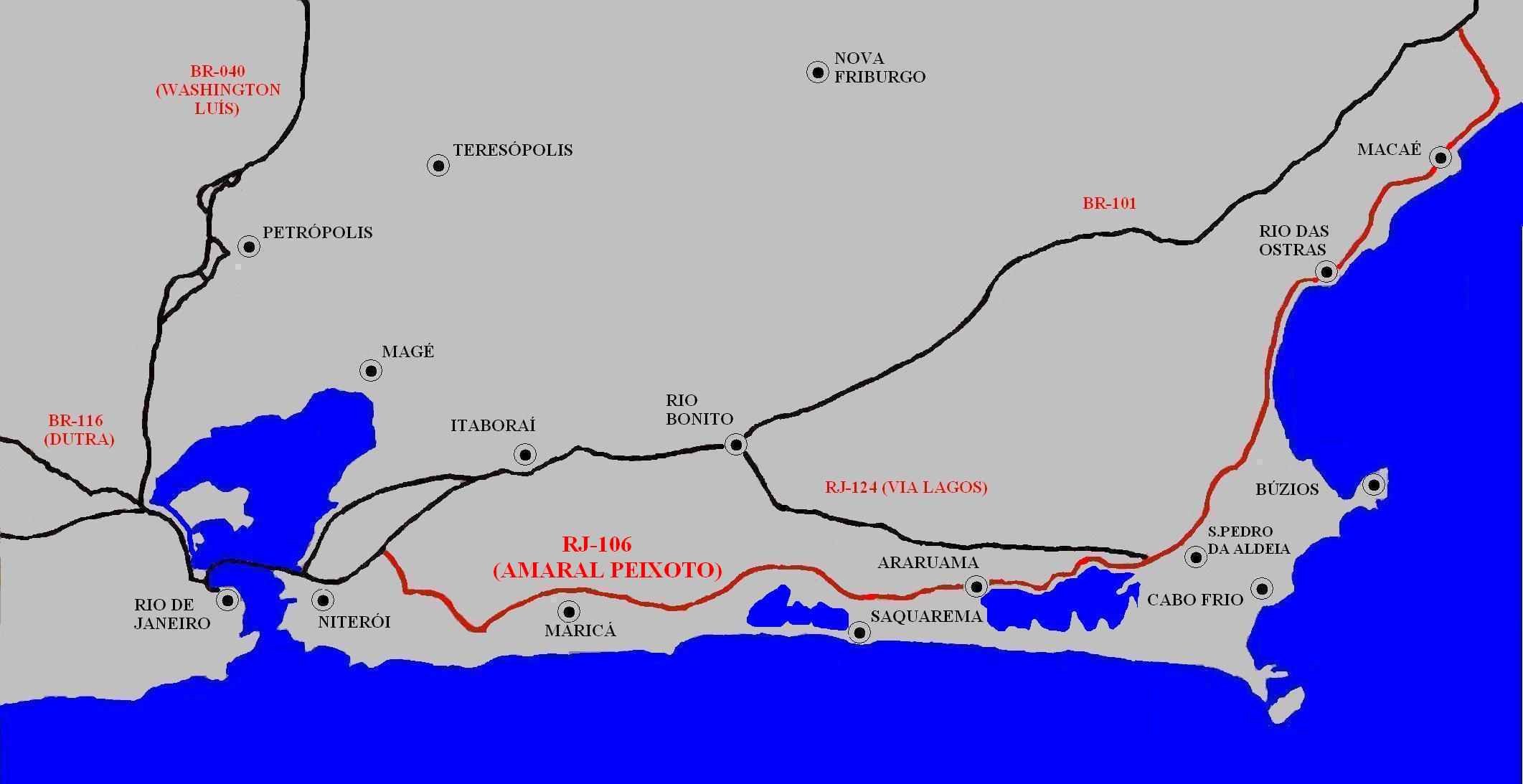
Detailkaart van de microregio

- Araruama
- Arraial do Cabo
- Búzios
- Cabo Frio
- Iguaba Grande
- São Pedro da Aldeia
- Saquarema

Mesoregio's: Baixadas Litorâneas · Centro Fluminense · Metropolitana do Rio de Janeiro · Noroeste Fluminense · Norte Fluminense · Sul Fluminense

Microregio's: Bacia de São João · Baía da Ilha Grande · Barra do Piraí · Campos dos Goytacazes · Cantagalo-Cordeiro · Itaguaí · Itaperuna · Lagos · Macacu-Caceribu · Macaé · Nova Friburgo · Rio de Janeiro · Santa Maria Madalena · Santo Antônio de Pádua · Serrana · Três Rios · Vale do Paraíba Fluminense · Vassouras